# Božena Pošepná
Božena Pošepná, křtěná Helena Klotylda (6. června 1895 Královské Vinohrady – 15. května 1951 Praha), byla česká malířka a výtvarná pedagožka.

## Životopis
Rodiče Boženy byli Jaroslav Pošepný (* 1871), c. k. finanční účetní oficiál z Dolní Rokytnice, a Anna Pošepná, rozená Wolfová (* 1876) z Čáslavi. Roku 1921 vystoupila z církve katolické.
Vystudovala Uměleckoprůmyslovou školu v Praze u Františka Kysely, Emilie Krostové, Jana Beneše, Josef Schussera a Alexandra Jakesche.
Vyučovala batiku, malbu na porcelán a na sklo, vyšívání, návrhy bytových textilií aj. techniky. Byla členkou Artělu, pracovala pro nakladatelství Družstevní práce. Roku 1929 založila spolu s Jaroslavou Vondráčkovou (1894–1983) společný ateliér a prodej bytového textilu.
Bydlela v Praze II na adrese Karlovo náměstí 17.

## Dílo

### Výstavy
1. 1919 – Haarlem (Holandsko)
2. 1920 – I. výstava uměleckého průmyslu československého, Uměleckoprůmyslové museum, Praha
3. 1923/05/19–1923/10 – Prima Mostra Biennale Internazionale delle Arti decorative, Villa Realle di Monza
4. 1923/12–1924/02 – II. výstava uměleckého průmyslu československého, Uměleckoprůmyslové museum, Praha
5. 1925 – Paříž (Francie)
6. 1926/06–1926/08 – III. výstava uměleckého průmyslu československého, Uměleckoprůmyslové museum, Praha
7. 1926/11/14–1926/12/31 – IV. výstava uměleckého průmyslu československého, Topičův salon (1918–1936), Praha
8. 1927/12 – Výstava moderného umeleckého priemyslu v Bratislave, Pavilon Umelecké besedy slovenskej, Bratislava
9. 1928/05/26–1928/10 – Výstava soudobé kultury v Brně, Obchodně–průmyslový palác , Brno
10. 1929/09/22–1929/09/29 – Výstava ženského umění československého, Generální konzulát , Buenos Aires
11. 1949 – Květina osvěžením pracující ženy: Výstava obrazů a užitého umění českých a moravských výtvarných umělkyň, Muzeum, Uherské Hradiště
12. 1949 – Květina osvěžením pracující ženy: Výstava obrazů a užitého umění českých a moravských výtvarných umělkyň, Dům umění, Olomouc
13. 1949/12/03–1950/01/08 – Výtvarní umělci k II. všeodborovému sjezdu, Dům výtvarného umění, Praha
14. 1961/05–1961/07 – Užité umění a průmyslové výtvarnictví (U příležitosti 40. výročí založení Komunistické strany Československa), Uměleckoprůmyslové museum, Praha
15. 1978/06/29–1978/10/15 – Český funkcionalismus 1920–1940, Uměleckoprůmyslové museum, Praha
16. 1978/11/01–1978/12/31 – Český funkcionalismus 1920–1940, Moravská galerie v Brně, Brno
17. 1980/04–1980/12 – Art deco: České sklo kolem roku 1925, Sklářské muzeum v Novém Boru
18. 1985 – Sto let českého užitého umění: České užité umění 1885–1985 ze sbírek Uměleckoprůmyslového muzea v Praze k stému výročí založení muzea, Uměleckoprůmyslové museum, Praha
19. 1996/09/14–1996/12/22 – Art deco Boemia 1918–1938, Padova
20. 2008/11/27–2009/03/15 – Umění pro všední den 1908–1935, Artěl, Art for Everyday Use, Uměleckoprůmyslové museum, Praha
21. 2014/11/19–2015/01/07 – Z Prahy až do Buenos Aires: „Ženské umění“ a mezinárodní reprezentace meziválečného Československa, Galerie UM, Praha 1
22. 2018/09/13–2019/01/20 – Krásná jizba DP 1927–1948: Design pro demokracii/Design for Democracy, Uměleckoprůmyslové museum, Praha

### Katalogy
- 1923: II. výstava uměleckého průmyslu československého
- 1926: III. výstava uměleckého průmyslu československého
- 1926: IV. výstava uměleckého průmyslu československého
- 1927: Výstava moderného umeleckého priemyslu v Bratislave
- 1928: Výstava soudobé kultury v Brně
- 1949: Květina osvěžením pracující ženy (Výstava obrazů a užitého umění českých a moravských výtvarných umělkyň)
- 1949: Výtvarní umělci k II. všeodborovému sjezdu (Obrazy – plastiky – užité umění)
- 1951: Božena Pošepná (Práce vzorové dílny Ústředí lidové a umělecké výroby v Praze II)
- 1961: Katalog výstavy užitého umění a průmyslového výtvarnictví u příležitosti 40. výročí založení Komunistické strany Československa
- 1978: Český funkcionalismus 1920–1940: Architektura, bytové zařízení, užitá grafika (2. Bytové zařízení)
- 1980: Art deco (České sklo kolem roku 1925)
- 1987: Sto let českého užitého umění (České užité umění 1885–1985 ze sbírek Uměleckoprůmyslového muzea v Praze k stému výročí založení muzea)
- 1996: Art deco Boemia 1918–1938
- 2009: Artěl (Umění pro všední den 1908–1935)

### Obrazy
1. Dřevěné krabičky malované